# Кубок Азербайджану з футболу 2004—2005
Кубок Азербайджану з футболу 2004–2005 — 13-й розіграш кубкового футбольного турніру в Азербайджані. Переможцем вперше у своїй історії став Баку.

## Перший раунд
Перші матчі відбулися 20 жовтня, а матчі-відповіді 27 жовтня 2004 року.
| Команда 1                    | Заг. | Команда 2       | 1-й матч | 2-й матч |
| ---------------------------- | ---- | --------------- | -------- | -------- |
| Гойца (2)                    | 2:7  | Бакили          | 2:4      | 0:3      |
| Адлійя-2 (2)                 | 3:11 | Карабах (Агдам) | 1:4      | 2:7      |
| Ганчлик-95 (Сумгаїт) (2)     | 0:10 | Інтер (Баку)    | 0:5      | 0:5      |
| Шахдаг (Ґусар)               | 0:2  | МОІК            | 0:2      | 0:0      |
| Енергетик (2)                | 1:7  | Карван          | 0:5      | 1:2      |
| Хазар-Ланкаран-2 (2)         | 2:3  | Шафа            | 0:2      | 2:1      |
| Вілас Масалли (2)            | 0:8  | МКТ-Араз        | 0:1      | 0:7      |
| Адлійя                       | 1:6  | Туран           | 1:2      | 0:4      |
| АММК (2)                     | 1:4  | Кяпаз           | 0:2      | 1:2      |
| Аншад-Петроль (Нефтчала) (2) | 0:7  | Шамкір          | 0:2      | 0:5      |

## Другий раунд
Перші матчі відбулися 24 листопада, а матчі-відповіді 1 грудня 2004 року.
| Команда 1       | Заг.     | Команда 2                | 1-й матч | 2-й матч |
| --------------- | -------- | ------------------------ | -------- | -------- |
| Нефтчі (Баку)   | 6:2      | Бакили                   | 3:2      | 3:0      |
| Карабах (Агдам) | 1:2      | Інтер (Баку)             | 1:0      | 0:2      |
| МОІК            | 1:1 (ч)  | Гоязань                  | 0:0      | 1:1      |
| Карван          | 2:2 пен. | Хазар-Ланкаран           | 1:1      | 1:1 дч   |
| Шафа            | 1:5      | Гянджларбірлії (Сумгаїт) | 1:1      | 0:4      |
| МКТ-Араз        | 2:2 (ч)  | Туран                    | 1:0      | 1:2      |
| Кяпаз           | 4:4 (ч)  | Карат (Баку)             | 2:3      | 2:1      |
| Шамкір          | 1:3      | Баку                     | 0:0      | 1:3      |

## Чвертьфінали
Перші матчі відбулися 7 березня, а матчі-відповіді 15 березня 2005 року.
| Команда 1                | Заг.         | Команда 2      | 1-й матч | 2-й матч |
| ------------------------ | ------------ | -------------- | -------- | -------- |
| Нефтчі (Баку)            | 0:0 пен. 3:4 | Інтер (Баку)   | 0:0      | 0:0 дч   |
| Гянджларбірлії (Сумгаїт) | 1:3          | МКТ-Араз       | 0:0      | 1:3      |
| Карат (Баку)             | 1:3          | Баку           | 1:2      | 0:1      |
| МОІК                     | 0:2          | Хазар-Ланкаран | 0:1      | 0:1      |

## Півфінали
Перші матчі відбулися 25 квітня і 3 травня, а матчі-відповіді 3 і 7 травня 2005 року.
| Команда 1    | Заг. | Команда 2      | 1-й матч | 2-й матч |
| ------------ | ---- | -------------- | -------- | -------- |
| Інтер (Баку) | 3:2  | Хазар-Ланкаран | 2:1      | 1:1      |
| МКТ-Араз     | 1:2  | Баку           | 0:1      | 1:1      |

## Фінал
| 28 травня 2005 |

| Інтер (Баку)   | 1:2 дч   | Баку                             |
| -------------- | -------- | -------------------------------- |
| Маковський 52' | Протокол | Леандро Гомес 5' Андрежинью 114' |

| Республіканський стадіон імені Тофіка Бахрамова, Баку Глядачів: 10 000 Арбітр: Фаріз Юсіфов |